# Asimov y sus amigos
Asimov y sus amigos. En torno a Fundación (título en inglés: Foundation's Friends: In Honor of Isaac Asimov, o Foundation's Friends: Stories in Honor of Isaac Asimov) es una colección de cuentos de ciencia ficción y misterio editada por Martin H. Greenberg y publicada en 1989 en homenaje a Isaac Asimov. Las historias están ambientadas en las obras de Asimov, principalmente en el Universo de la Fundación.

## Antecedentes
El libro editado por Martin H. Greenberg es un homenaje a Isaac Asimov. El origen de este homenaje se basa en dos aniversarios que se cumplen en 1989:
- Cincuenta años de la aparición del cuento "Varados frente a Vesta" ("Marooned off Vesta") (1939) en Amazing Stories, con el que se inicia la carrera de Isaac Asimov.
- Cuarenta años de la apareció de la novela Segunda Fundación (1953, fix-up de dos novelas cortas publicadas con anterioridad en la revista Astounding Science Fiction entre 1948 y 1950), última novela de Trilogía de la Fundación.

## Contenido
La colección contiene cuentos y novelas cortas de diecisiete escritores, casi todos relacionados con el Universo de la Fundación, aunque hay algunos ambientados en otras historias de ciencia ficción y de misterio.
La estructura es:
- "Prefacio" ("Preface"), ensayo de Ray Bradbury
- "Segundo prefacio: El Isaac no metálico o ¡Qué bello es vivir!" ("Second Preface: The Nonmetallic Isaac or It's a Wonderful Life"), ensayo de Ben Bova
- Cuentos:
  - "La corredora de cintas" ("Strip-Runner"), novela corta de Pamela Sargent, ambientada en la Serie de los robots
  - "La solución Asenion" ("The Asenion Solution"), cuento de Robert Silverberg, ambientado en la serie La tiotimolina
  - "Asesinato en grado Urth" ("Murder in the Urth Degree"), cuento de Edward Wellen, ambientado en la serie Wendell Urth
  - "La caída de Trántor" ("Trantor Falls"), cuento de Harry Turtledove, ambientado en la Serie de la Fundación
  - "Dilema" ("Dilemma"), cuento de Connie Willis, ambientado en la Serie de los robots
  - "Maureen Birnbaum después del anochecer" ("Maureen Birnbaum After Dark"), cuento de George Alec Effinger, historia de Maureen "Muffy" Birnbaum parodiando la novela corta "Anochecer"
  - "Equilibrio" ("Balance"), cuento de Mike Resnick, ambientado en la Serie de los robots
  - "El eterno presente" ("The Present Eternal"), cuento de Barry N. Malzberg, secuela de la novela corta "El pasado muerto", de la serie Multivac
  - "PAPPI", cuento de Sheila Finch, ambientado en la Serie de los robots
  - "La reunión en el Mile-High" ("The Reunion at the Mile-High"), cuento de Frederik Pohl, una historia alternativa donde Asimov no es escritor
  - "La caverna de Platón" ("Plato's Cave"), novela corta de Poul Anderson, ambientada en la Serie de los robots
  - "Conciencia de Fundación" ("Foundation's Conscience"), cuento de George Zebrowski, ambientado en la Serie de la Fundación
  - "Los cazacoches de la llanura de cemento" ("Carhunters of the Concrete Prairie"), novela corta de Robert Sheckley, ambientada en la Serie de los robots
  - "La conversación oída por casualidad" ("The Overheard Conversation"), cuento de Edward D. Hoch, ambientado en la serie Viudos Negros
  - "La mancha" ("Blot"), novela corta de Hal Clement, ambientada en la Serie de los robots
  - "La cuarta ley de la robótica" ("The Fourth Law of Robotics"), cuento de Harry Harrison, ambientado en la Serie de los robots
  - "El originista" ("The Originist"), novela corta de Orson Scott Card, ambientada en la Serie de la Fundación
- "Unas palabras de Janet" ("A Word or Two from Janet"), ensayo de Janet Asimov
- "Cincuenta años" ("Fifty Years"), ensayo de Isaac Asimov